# Blåbock (antilop)
För skalbaggen, se blåbock (skalbagge).
Blåbock (Hippotragus leucophaeus) är en utdöd art i underfamiljen gräsätande antiloper, som levde i Sydafrika.

## Utseende
Djuret hade en grå päls med blå nyans som gav den dess namn. Individerna var utrustade med svarta horn med förtjockningar som bildade ringar. Hornen är hos ett exemplar i British Museum är 56,5 cm långa. Djuret hade en mankhöjd av 119 cm. Antagligen var samma värden för de flesta individer mindre. Skägget som förekommer på gamla teckningar är troligen felaktigt. Ursprungligen antogs att blåbocken är nära släkt med getter vad som förklarar felet. På det bruna ansiktet förekom en vit fläck framför varje öga. Med en uppskattad kroppslängd (huvud och bål) av 230 till 280 cm var honor mindre än hannar. Exemplar av hankön blev troligen 250 till 300 cm långa. Antagligen vägde blåbocken cirka 160 kg.

## Utbredning och utdöende
Utbredningsområdet var en region vid kusten i sydvästra Sydafrika. En päls som köptes 1783 flera hundra kilometer öster om det ursprungligt kända utbredningsområdet hade troligen transporterats ditt. Under senaste istiden kan arten ha funnits i hela södra Sydafrika. Kvarlevor hittades under olika utgrävningar. Grottmålningar som antagligen föreställer arten är dessutom kända från nordöstra Sydafrika.
Nybyggare från Europa kom dit under 1700-talet och jagade antilopen för nöjes skull. Redan efter några år var arten utrotad. Redan innan minskade artens bestånd på grund av konkurrens från boskapsdjur tillhörande Afrikas ursprungsbefolkning. Den sista blåbocken dödades år 1799 eller 1800. Uppstoppade exemplar finns idag i museer i Stockholm, Paris, Leiden, Amsterdam och Wien. Även i Uppsala förvaras kvarlevor från en individ.

## Ekologi
Liksom hos andra släktmedlemmar bildade en hanne, några honor och deras ungar en flock med cirka 20 medlemmar. Ibland uppkom strider mellan flockens hanne och en främmande hanne där individerna använde hornen. Honor hade förmåga att para sig under alla årstider. Efter dräktigheten som varade i nio månader föddes allmänt en enda unge. Exemplar av hankön som var för unga eller för svaga för att etablera en egen flock bildade ungkarlsflockar. Många kalvar föll offer för lejon, leoparder och fläckiga hyenor. Olika exemplar levde upp till 18 år.

## Systematik
Vissa zoologer betraktar blåbocken som underart till arten hästantilop, men vanligen räknas den som självständig art. I engelskspråkig litteratur kallas även arten nilgau för bluebuck, vilket kan vara förvirrande.